# Zagrody Dąbrowickie
Zagrody Dąbrowickie – część wsi Dąbrowica w Polsce, położona w województwie lubelskim, w powiecie biłgorajskim, w gminie Biłgoraj.
W latach 1975–1998 Zagrody Dąbrowickie należały administracyjnie do województwa zamojskiego.
Posiada własną numerację budynków.